# 28 Skrzydło Bombowe
28 Skrzydło Bombowe (ang. 28th Bomb Wing – związek taktyczny Sił Powietrznych Stanów Zjednoczonych.
W 2015, wchodzące w skład 12 Armii Lotniczej, 28 Skrzydło Bombowe posiadało 14 samolotów B-1B w 34 dywizjonie bombowym, 14 samolotów w 37 dywizjonie bombowym.

## Struktura organizacyjna
W roku 2015:
- dowództwo skrzydła w bazie Ellsworth AFB w stanie Południowa Dakota.
- 34 dywizjon bombowy
- 37 dywizjon bombowy
- jednostki wsparcia